# Доминика на Светском првенству у атлетици на отвореном 2011.
Доминика је учествовала на 13. Светском првенству у атлетици на отвореном 2011. одржаном у Тегуу од 27. августа до 4. септембра. Представљао ју је један атлетичар, који се такмичио у једној дисциплини, трци на 400 м. , 
На овом првенству Доминика није освојила ниједну медаљу.

## Учесници
Мушкарци:
- Ерисон Хуртолт — 400 м

## Резултати

### Мушкарци
| Атлетичар      | Дисциплина | Лични рекорд | Квалификације | Квалификације | Полуфинале | Полуфинале | Финале               | Финале       | Детаљи |
| Атлетичар      | Дисциплина | Лични рекорд | Резултат      | Место         | Резултат   | Место      | Резултат             | Место        | Детаљи |
| -------------- | ---------- | ------------ | ------------- | ------------- | ---------- | ---------- | -------------------- | ------------ | ------ |
| Ерисон Хуртолт | 400 м      | 45,40        | 46,10 кв      | 5. у гр. 2    | 46,41      | 8. у гр. 1 | Није се квалификовао | 23 / 36 (39) |        |